# Antenne Thüringen
Antenne Thüringen est une radio privée régionale de Thuringe.

## Histoire
Le 21 février 1993, la Thüringer Landesmedienanstalt accorde une fréquence à Antenne Thüringen Gmbh. Elle devient la première radio privée de la région.
En 1998, cinq studios régionaux sont créés à Erfurt, Gera, Suhl, Dingelstädt et Eisenach. Depuis, les deux derniers ont fermé.

## Programme
La radio cible un public adulte contemporain. La programmation musicale est faite de musique pop.